# تپه پا قلعه
تپه پاقلعه مربوط به دوره مادها و دوره هخامنشی - دوره اشکانیان است و در شهرستان صحنه، بخش مرکزی، روستای پاقلعه واقع شده و این اثر در تاریخ ۳۰ تیر ۱۳۸۴ با شمارهٔ ثبت ۱۲۲۰۶ به‌عنوان یکی از آثار ملی ایران به ثبت رسیده است.
محوطۀ پاقلعه به دلیل توسعۀ روستای پاقلعه در معرض آسیب قرار دارد.

## عرصه و حریم
محدوده‌ عرصه و حریم تپۀ پاقلعه در تابستان ۱۴۰۲ به‌وسیلۀ گمانه‌زنی‌ مشخص شد و در ۱۵ دی ۱۴۰۳ طی نشست شورای حریم وزارت میراث فرهنگی مورد تصویب قرار گرفت.